# Université Jobu
L'université Jobu (上武大学, Jōbu daigaku) est une université privée japonaise installée à Isesaki dans la préfecture de Gunma au Japon et fondée en 1968. L'établissement prédécesseur de l'école avait été fondé en 1950.
L'économiste Nobuo Ikeda y a été professeur jusqu'en 2012.

## Source de la traduction
- (en) Cet article est partiellement ou en totalité issu de l’article de Wikipédia en anglais intitulé « Jobu University » (voir la liste des auteurs).